# Schatrowo (Kurgan)
Schatrowo (russisch Шатро́во) ist ein Dorf (selo) in der Oblast Kurgan in Russland mit 5688 Einwohnern (Stand 14. Oktober 2010).

## Geographie
Der Ort liegt etwa 125 km Luftlinie nordnordwestlich des Oblastverwaltungszentrums Kurgan im südwestlichen Teil des Westsibirischen Tieflands. Er befindet sich an der Mostowka, einem linken Nebenfluss der Isset, in die sie 30 km südöstlich mündet.
Schatrowo ist Verwaltungszentrum des Rajons Schatrowski sowie Sitz der Landgemeinde (selskoje posselenije) Schatrowski selsowet, zu der außerdem die Dörfer Antrak (22 km westlich) und Dworzy (4 km westlich) gehören.

## Geschichte
Das Dorf wurde 1660 gegründet und nach dem ersten Siedler Fjodor Schatrow benannt. Am 10. Dezember 1923 wurde Schatrowo Verwaltungssitz eines nach ihm benannten Rajons.

### Bevölkerungsentwicklung
| Jahr | Einwohner |
| ---- | --------- |
| 1939 | 3657      |
| 1959 | 3592      |
| 1970 | 4975      |
| 1979 | 6610      |
| 1989 | 7308      |
| 2002 | 6441      |
| 2010 | 5688      |

Anmerkung: Volkszählungsdaten

## Verkehr
Nach Schatrowo führt die Regionalstraße 37N-2124, die 18 km südsüdöstlich von der 37A-007 Schadrinsk – Jalutorowsk (ehemals R329) abzweigt. An dieser liegt etwa 40 km östlich von Schatrowo bereits in der Oblast Tjumen das Dorf Issetskoje, wo die Zweigstrecke Kurgan – Tjumen der föderalen Fernstraße R254 Irtysch (ehemals M51) verläuft.
Die nächstgelegenen Bahnstationen sind Schadrinsk und Kargapolje an der Strecke Jekaterinburg – Kurgan, jeweils per Straße gut 100 km entfernt, sowie in östlicher Richtung gut 120 km entfernt Jalutorowsk an der Transsibirischen Eisenbahn.